# Keldonk
Keldonk (Veghels dialect: Kèlling) is een dorp in de provincie Noord-Brabant, gelegen in de Meierij van 's-Hertogenbosch. Keldonk behoorde vanouds tot de gemeente Erp en is sinds 2017 een kerkdorp van de gemeente Meierijstad. Op 1 januari 2023 telde Keldonk 1.055 inwoners, op een oppervlakte van 6,26 km².

## Etymologie
De oudste vermelding van Keldonk is onder de naam Keeldonck. Keel is een soort gras, dat in lager gelegen drassige weilanden groeide. Een donk is een zandopduiking.

## Geschiedenis
Keldonk is ontstaan op een hoger gelegen dekzandrug in het dal van de Aa. De omgeving van Keldonk dateert al van voor onze jaartelling. Zo werd een grafheuvel gevonden bij het gebied De Boerdonkse Kampen. Deze is in 2006 in zijn geheel een beschermd archeologisch monument geworden.
De naam Keldonk wordt al vermeld vanaf ongeveer 1300. Ook in 1387 wordt Keldonk als Keeldonc genoemd in een boek over "de Mirakelen van Onze Lieve Vrouw van 's Hertogenbosch".
De Zuid-Willemsvaart werd gegraven van 1822 tot 1826. Als gevolg hiervan werd er meer handel gedreven en begon Keldonk langzaam te groeien. In 1848 werd Keeldonk beschreven als een gehucht in de Meierij van 's-Hertogenbosch met 230 inwoners. In 1890  schrijft men over Kildonk aan de Aa met 555 inwoners. 
Van oudsher maakte Keldonk deel uit van de parochie en gemeente Erp, wat echter op drie kwartier gaans van Keldonk verwijderd was.
Toen Keldonk dus gegroeid was ontstond de wens om een zelfstandige parochie te stichten. Een comité werd opgericht en men zond een afgevaardigde (de meest welbespraakte en de meest durf hebbende) op de fiets naar bisschop, Mgr. Wilhelmus van de Ven in 's-Hertogenbosch. De goedkeuring kwam onder voorwaarde dat de financiële middelen slechts beschikbaar kwamen als Jos Margry uit Rotterdam architect werd en de kerk gewijd zou worden aan de H. Antonius van Padua. Men moest maar eens contact opnemen met kapelaan J. Bogaerts in Kerkdriel of hij eventueel pastoor wilde worden in Keldonk. Enkele maanden later werd J. Bogaerts inderdaad pastoor in Keldonk en begon hij met een geschikte locatie te zoeken voor de bouw van de kerk. Op 11 juni 1912 werd de eerste steen met feestelijk vertoon gelegd door pastoor Bogaerts. Voor 42.600 gulden en met veel steun van de Keldonkse inwoners werd de bouw van de kerk voltooid. Deze was gewijd aan de heilige Antonius van Padua. Reeds op 15 november 1912 kon de nieuwe parochie als zodanig gaan functioneren. Heel spoedig daarna richtte pastoor Bogaerts de broederschap van de H. Antonius van Padua op. Tot op heden wordt er op de eerste zondag na 13 juni een Antoniusviering gehouden. Op 11 juni 1913 werd de eerste steen gelegd voor de nieuwe school en op 1 oktober van dat jaar werd de Antoniusschool geopend met een aantal van 63 leerlingen. In 1931 werd de eerste steen gelegd voor het Klooster van het Kostbaar Bloed.
In het begin van de jaren 1930 kwam Sint-Nicolaas in Keldonk aan met de boot.
De korenmolen De Hoop werd in 1903 gebouwd maar werd in 1972 gesloopt.
Tijdens de Tweede Wereldoorlog vielen een aantal bommen op Keldonk, waarbij enkele mensen omkwamen.
In 1958 werd een nieuw gebouw voor de Antoniusschool geopend en ook kwam er steeds meer bedrijvigheid. In die jaren had Keldonk zestien cafés. Nu zijn er nog maar twee. Het vooral uit boerderijen bestaande dorp veranderde geleidelijk door nieuwbouw. Veel middenstanders vertrokken echter, waardoor het voorzieningenniveau afnam.
Desondanks is Keldonk een klein maar levendig dorp gebleven, waar ook een rijk verenigingsleven bestaat. Het centrum is vernieuwd en het aantal inwoners groeit nog enigszins.

## Bezienswaardigheden
- Antonius van Paduakerk uit 1912. Deze werd deels gefinancierd door de Kerkbouw-stichting van Joannes Petrus Grewen, die vele Antonius van Paduakerken liet bouwen. Het is een sober uitgevoerde bakstenen basiliek met toren van architect Jos Margry.
- Beeldje "De Kanaalwerker" in het centrum, memoreert de aanleg van de Zuid-Willemsvaart.
- Korenmolen "De Hoop", een molenrestant uit 1903 waarvan in 1972 de opbouw werd gesloopt. De molen is tussen 2012 en 2017 weer opgebouwd en sinds 2018 in bedrijf.

Zie ook
- Lijst van rijksmonumenten in Keldonk
- Lijst van gemeentelijke monumenten in Keldonk

## Natuur en landschap
Keldonk is gelegen in het dal van de Aa en het ligt ook niet ver verwijderd van de Zuid-Willemsvaart. De Aa is ingrijpend gekanaliseerd en de nabijgelegen heidegebieden werden ontgonnen.
Sinds 2005 wordt er opnieuw aandacht aan de natuur geschonken. De gebieden De Roost en De Bulten liggen ter weerszijden van de weg van Keldonk naar Erp. Het zijn moerassige gebiedenjes die vroeger gebruikt werden voor klotwinning. Tegenwoordig worden ze beheerd door Staatsbosbeheer.
Natuurontwikkeling heeft deels plaatsgevonden ter compensatie van de aanleg van de A50.

## Cultuur en recreatie
Keldonk heeft een ontmoetingscentrum, `t Span genaamd. Hier zetelt onder meer de Carnavalsvereniging "De Paplippels".

## Bekende inwoners
- Paul Jans (1981), voetballer

## Fotogalerij

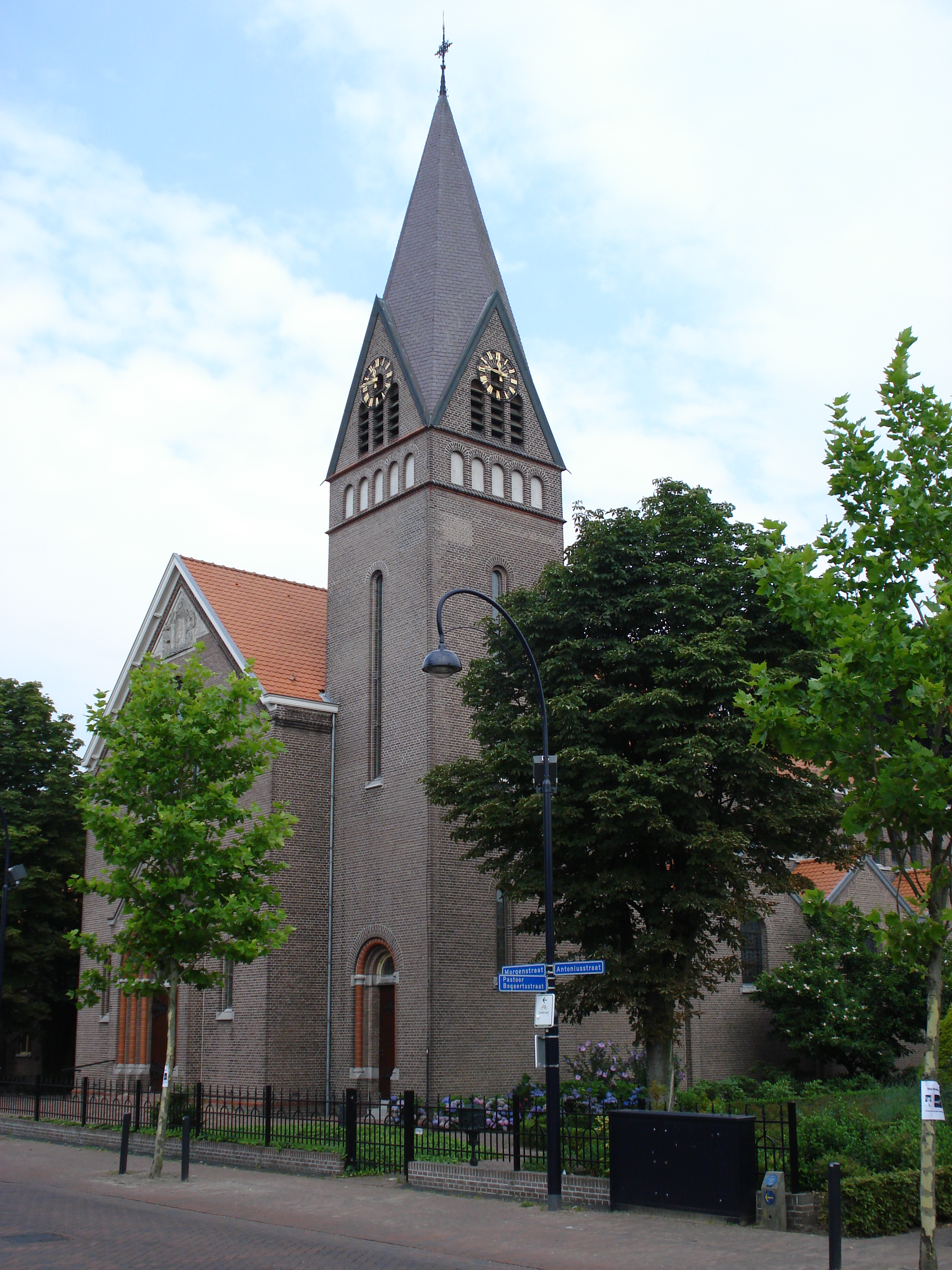
Kerk Keldonk hoekaanzicht
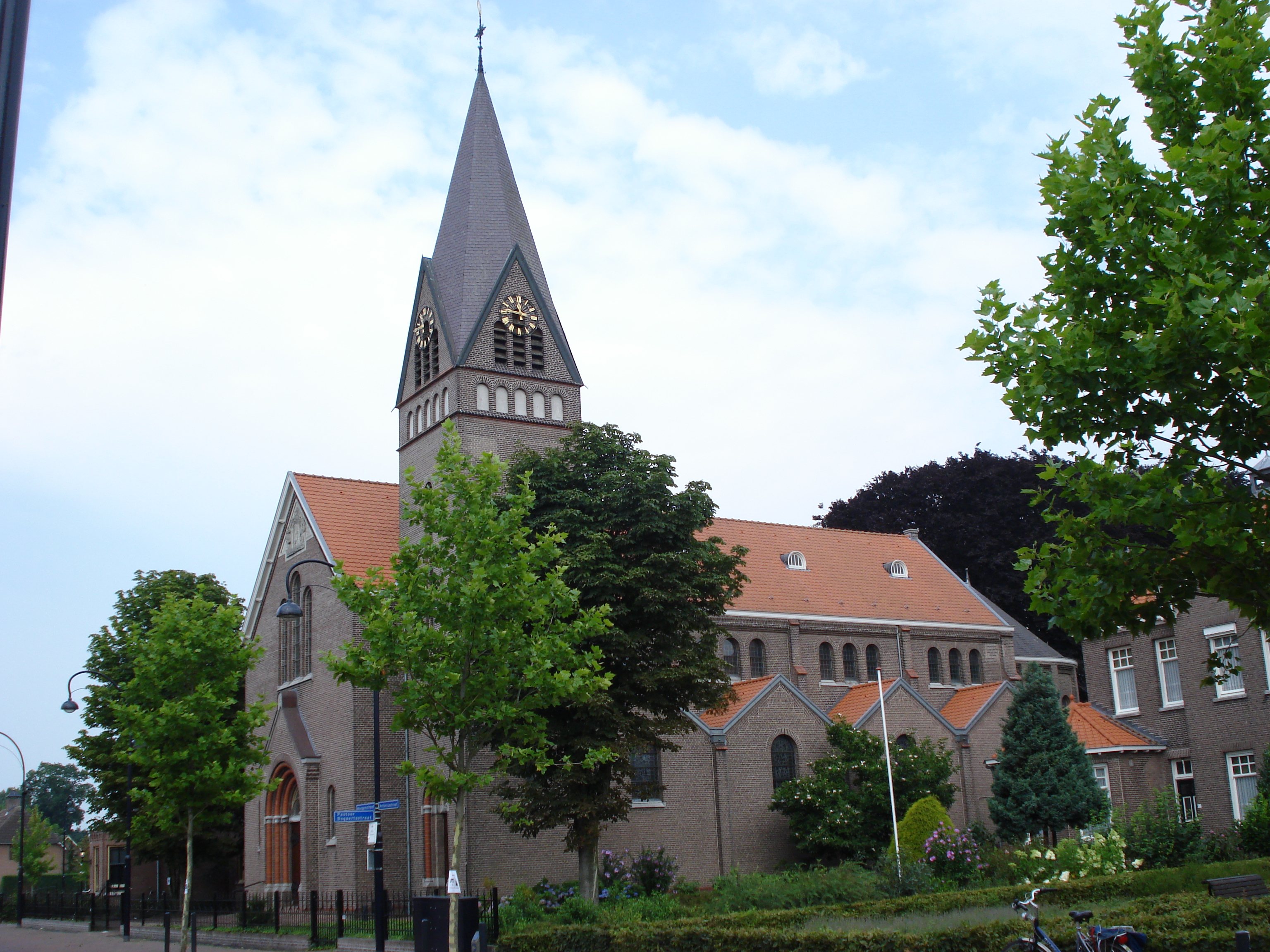
Kerk Keldonk zijaanzicht
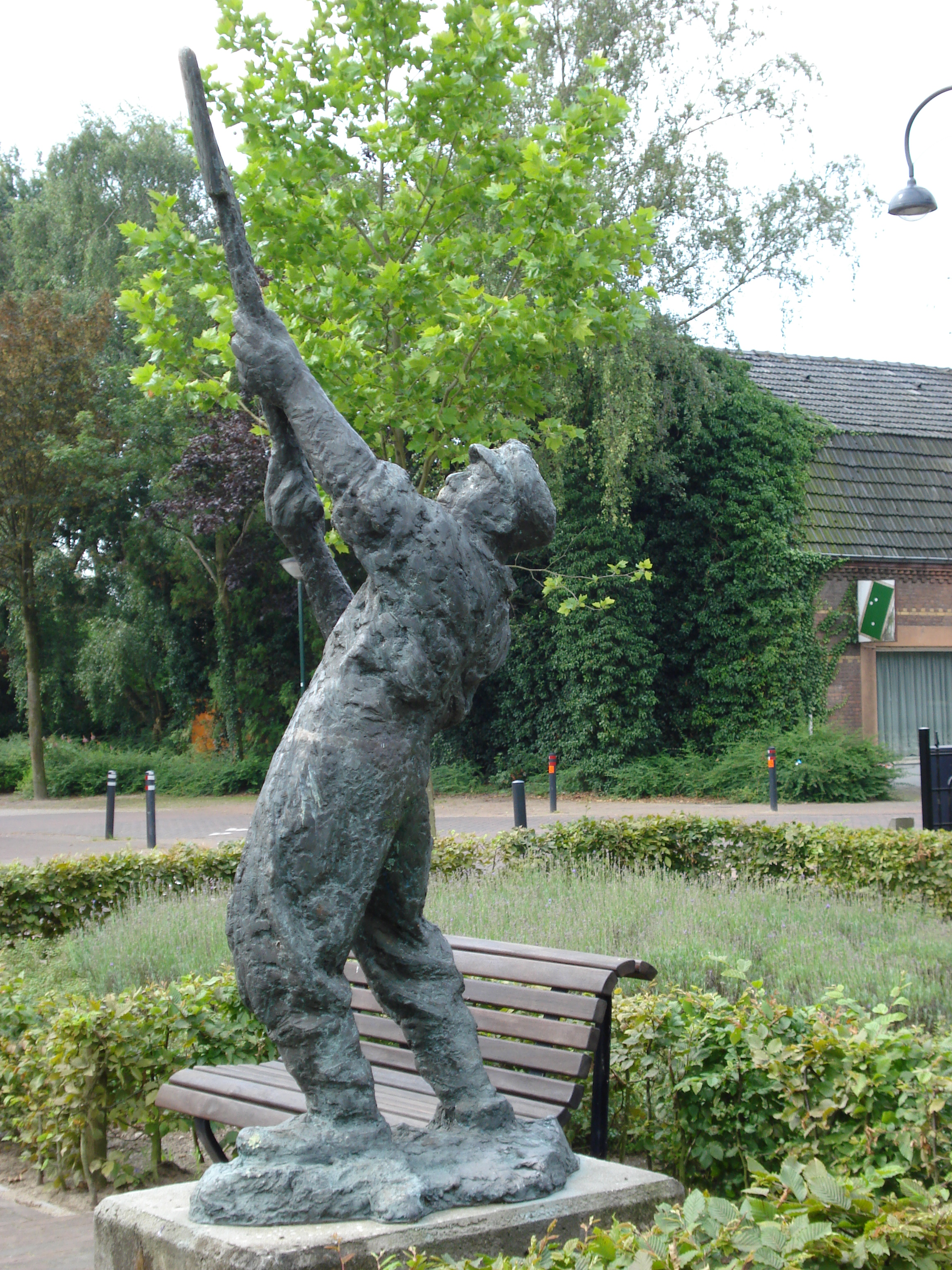
Beeld de kanaalgraver
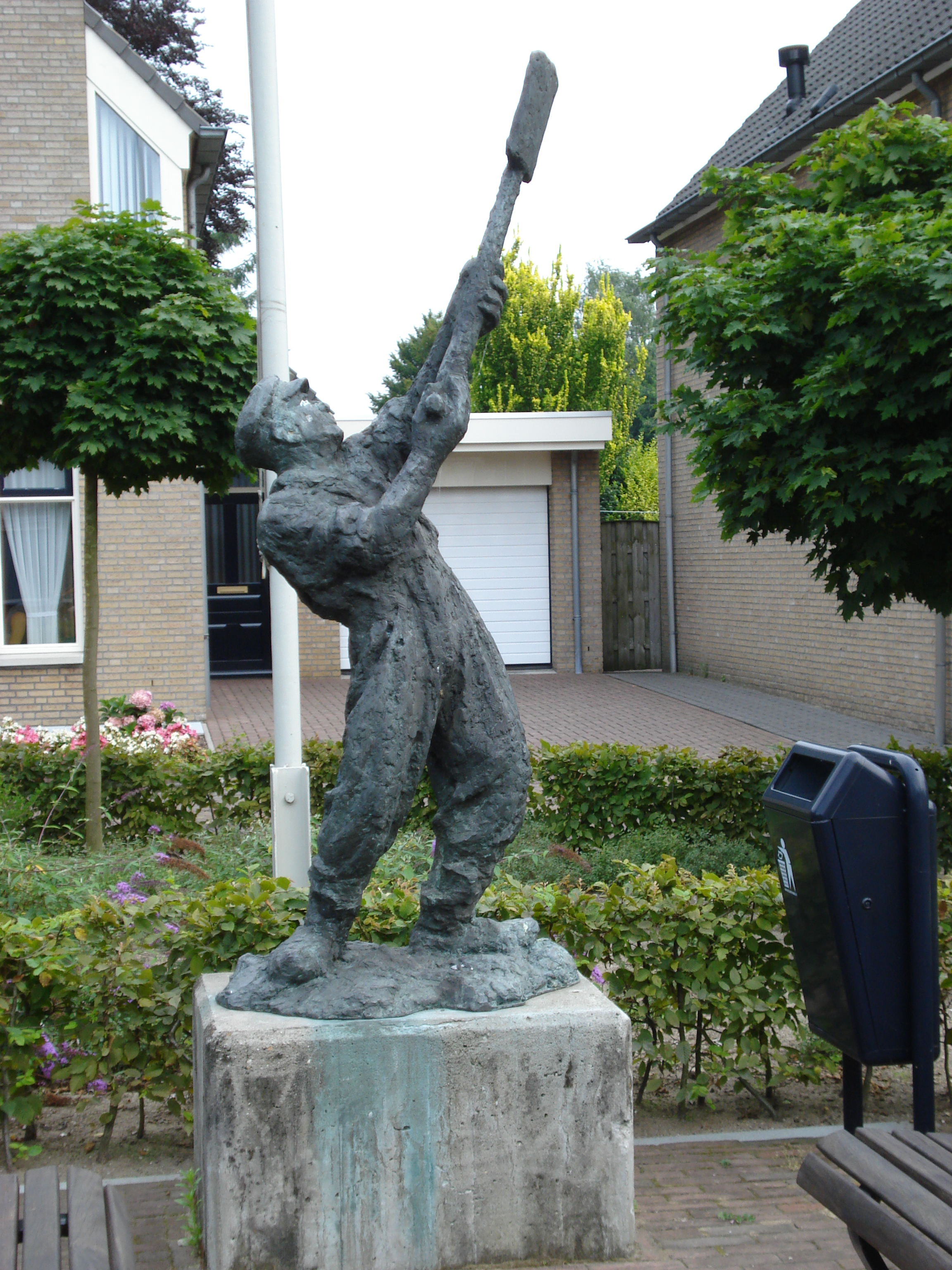
Beeld de Kanaalgraver
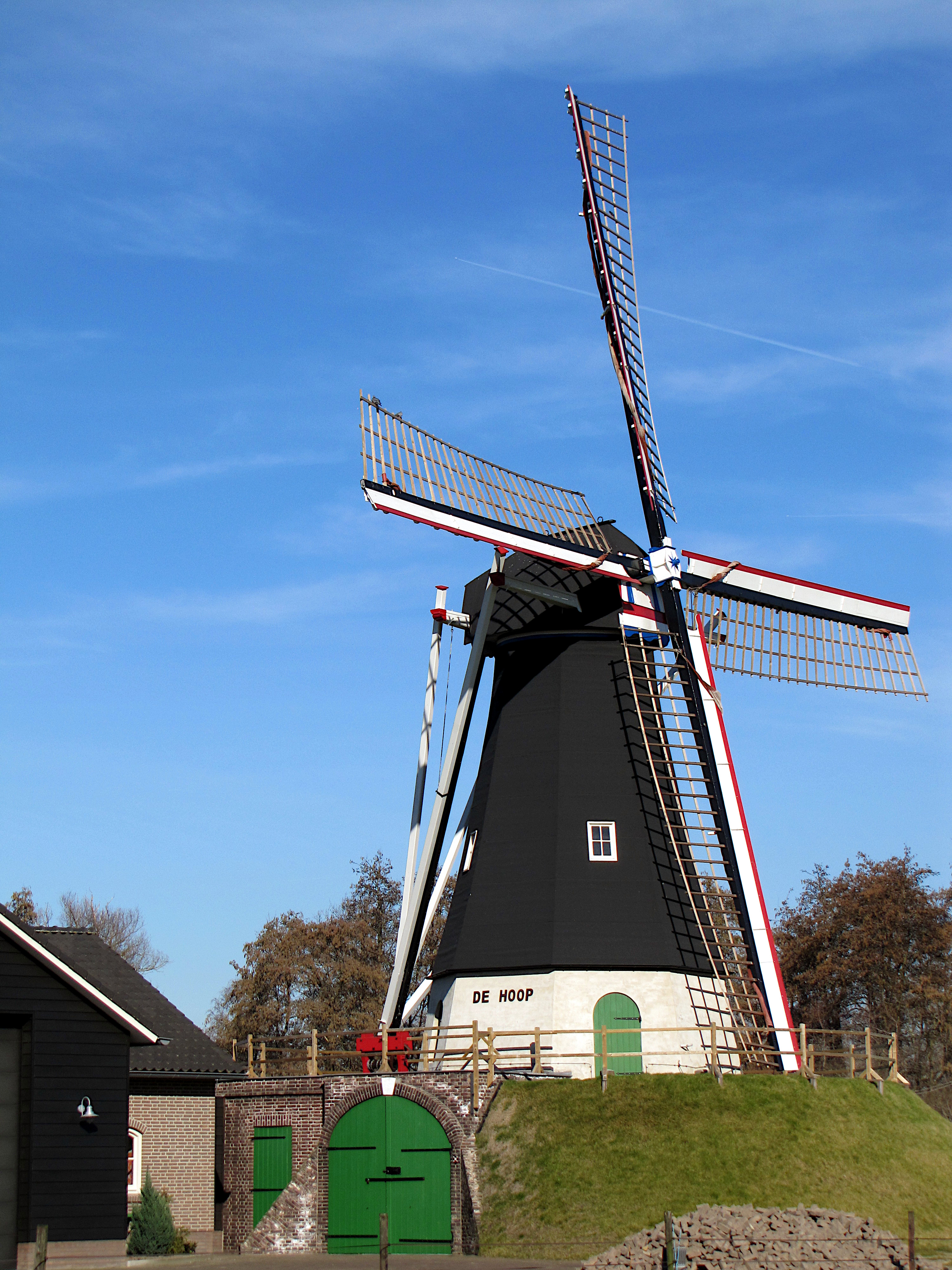
Molen De Hoop
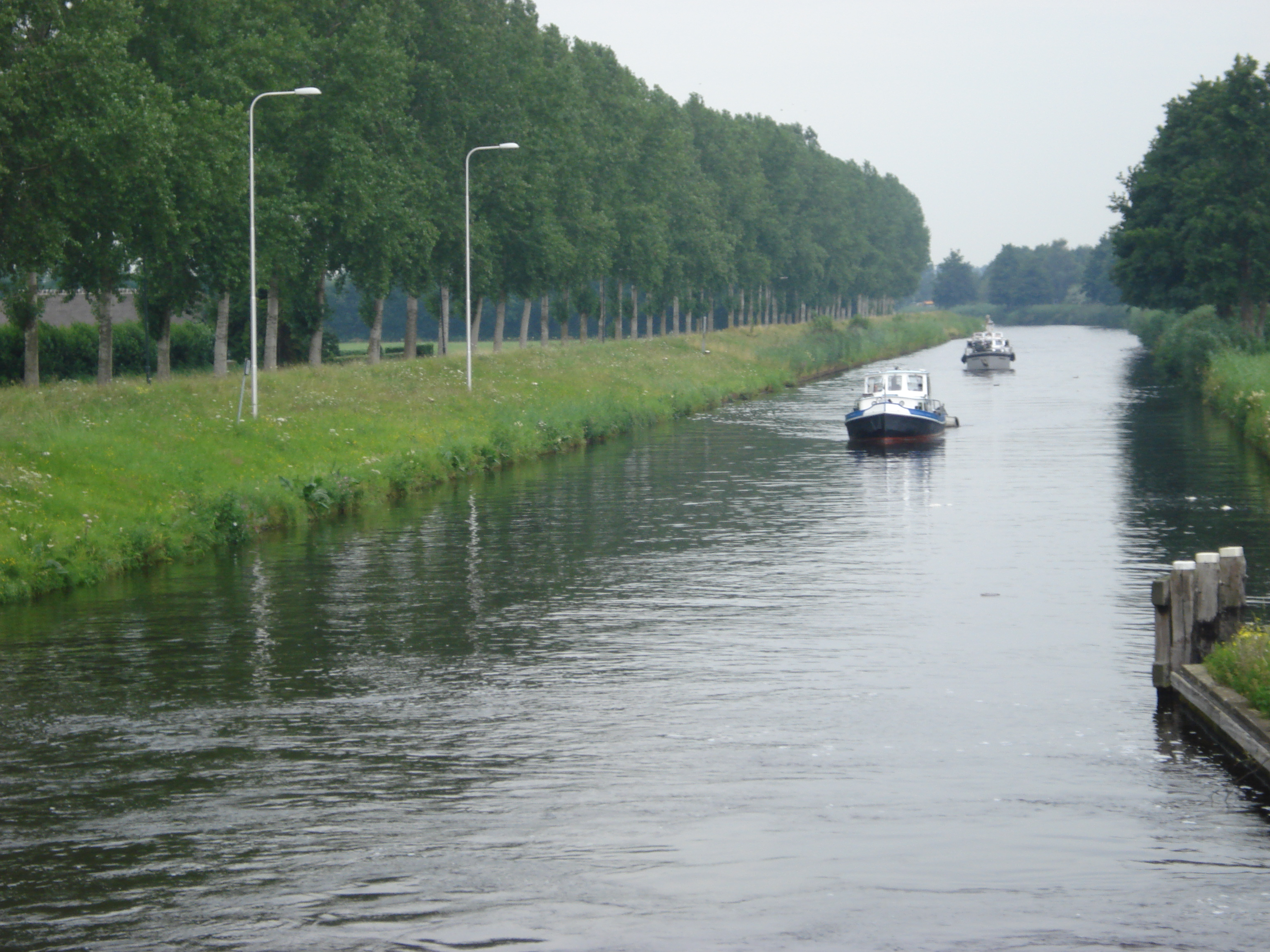
Zuidwillemsvaart
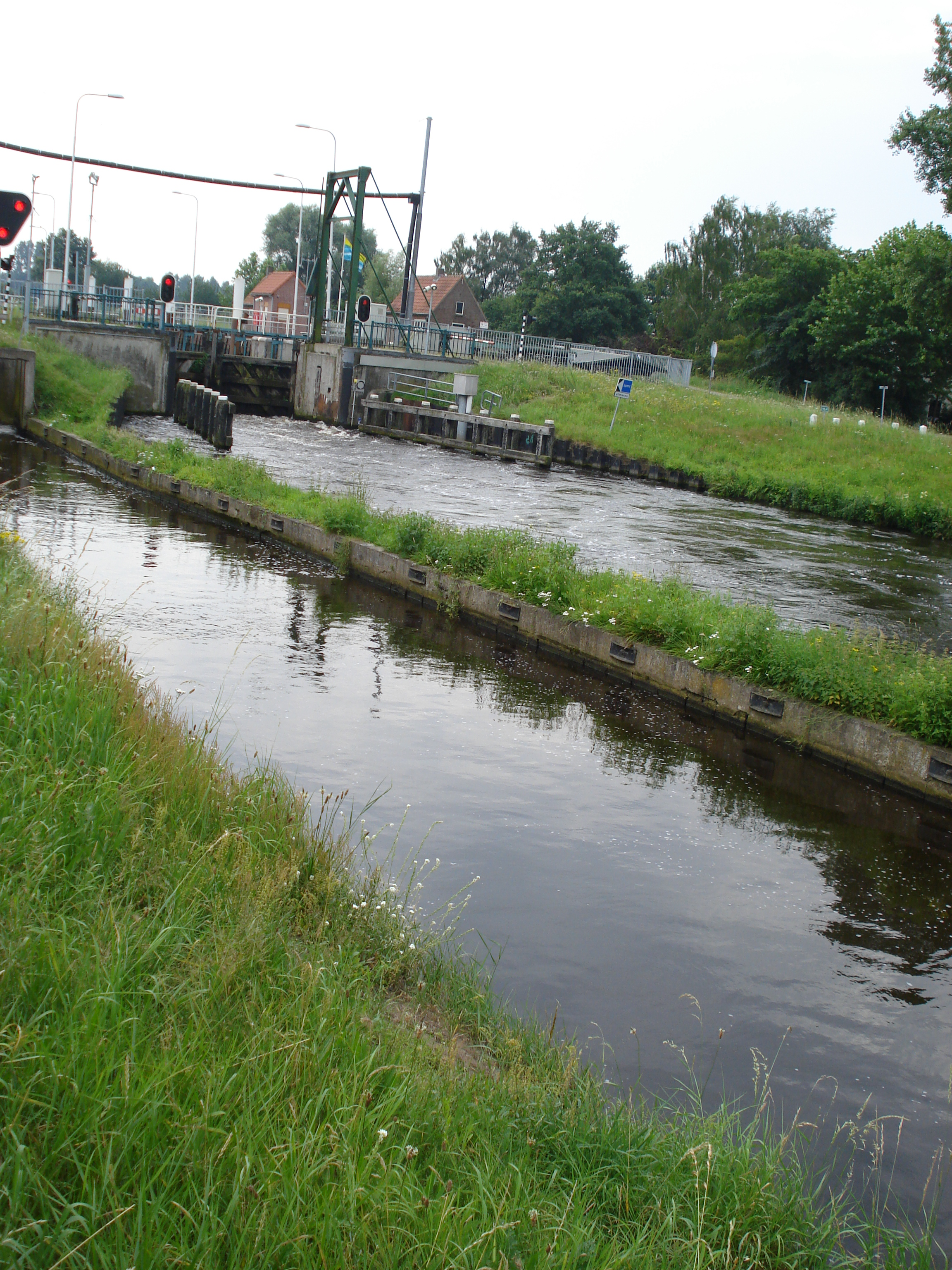
Zuidwillemsvaart, de sluis gaat open
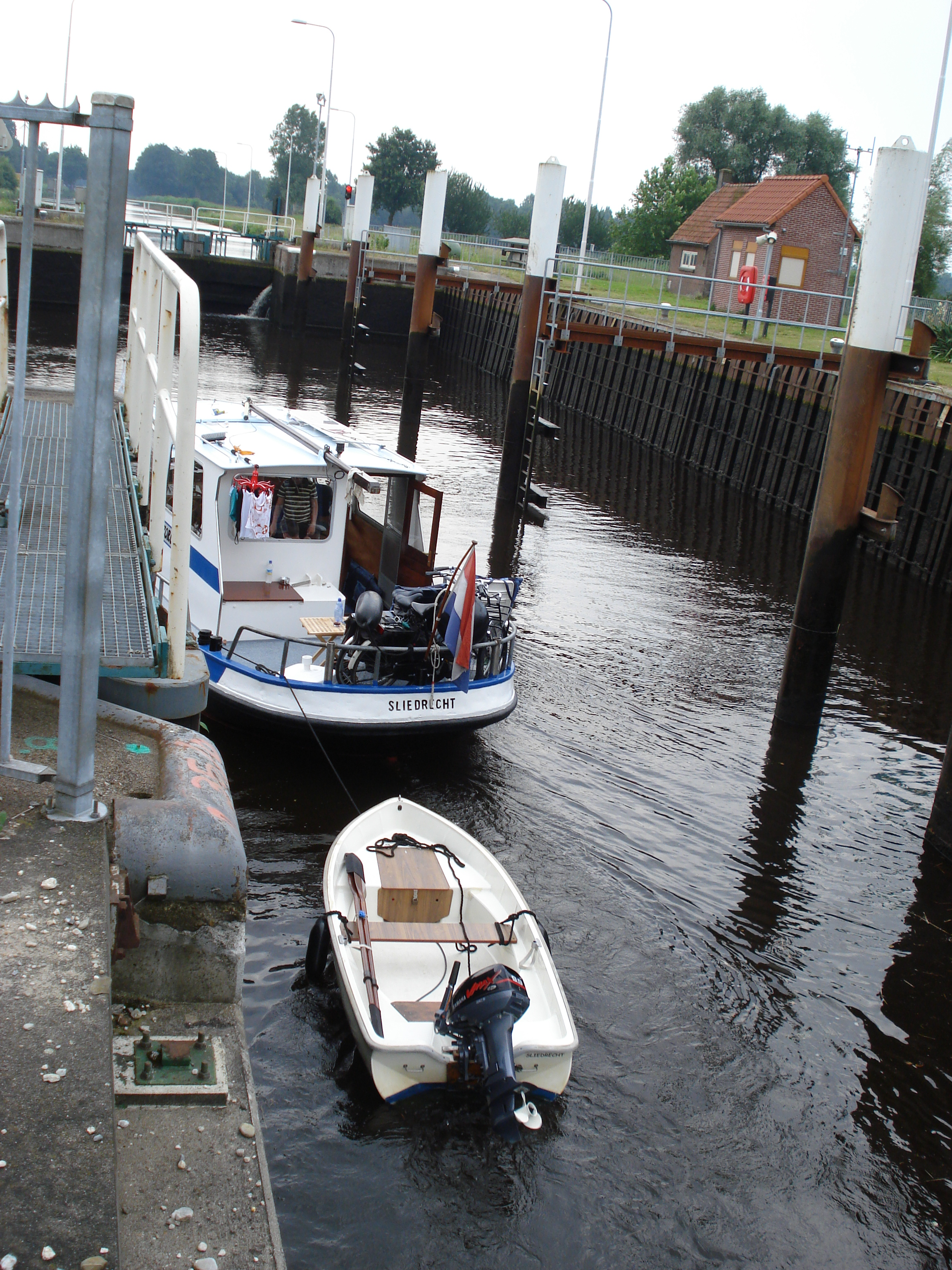
Sluis met bootjes
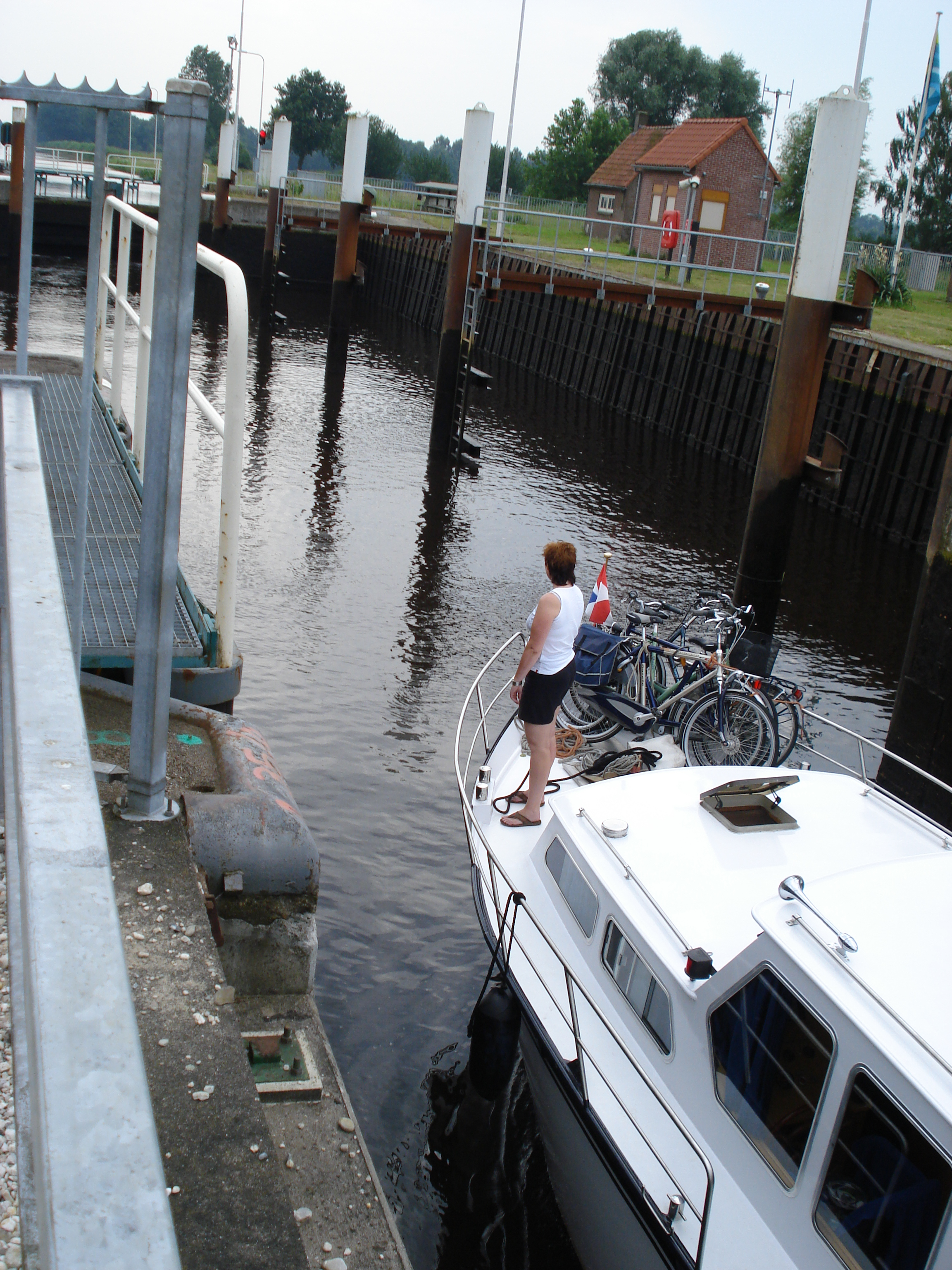
Sluis met boot

## Nabijgelegen kernen
Zondveld, Boerdonk, Erp, Zijtaart, Veghel